# Germáni

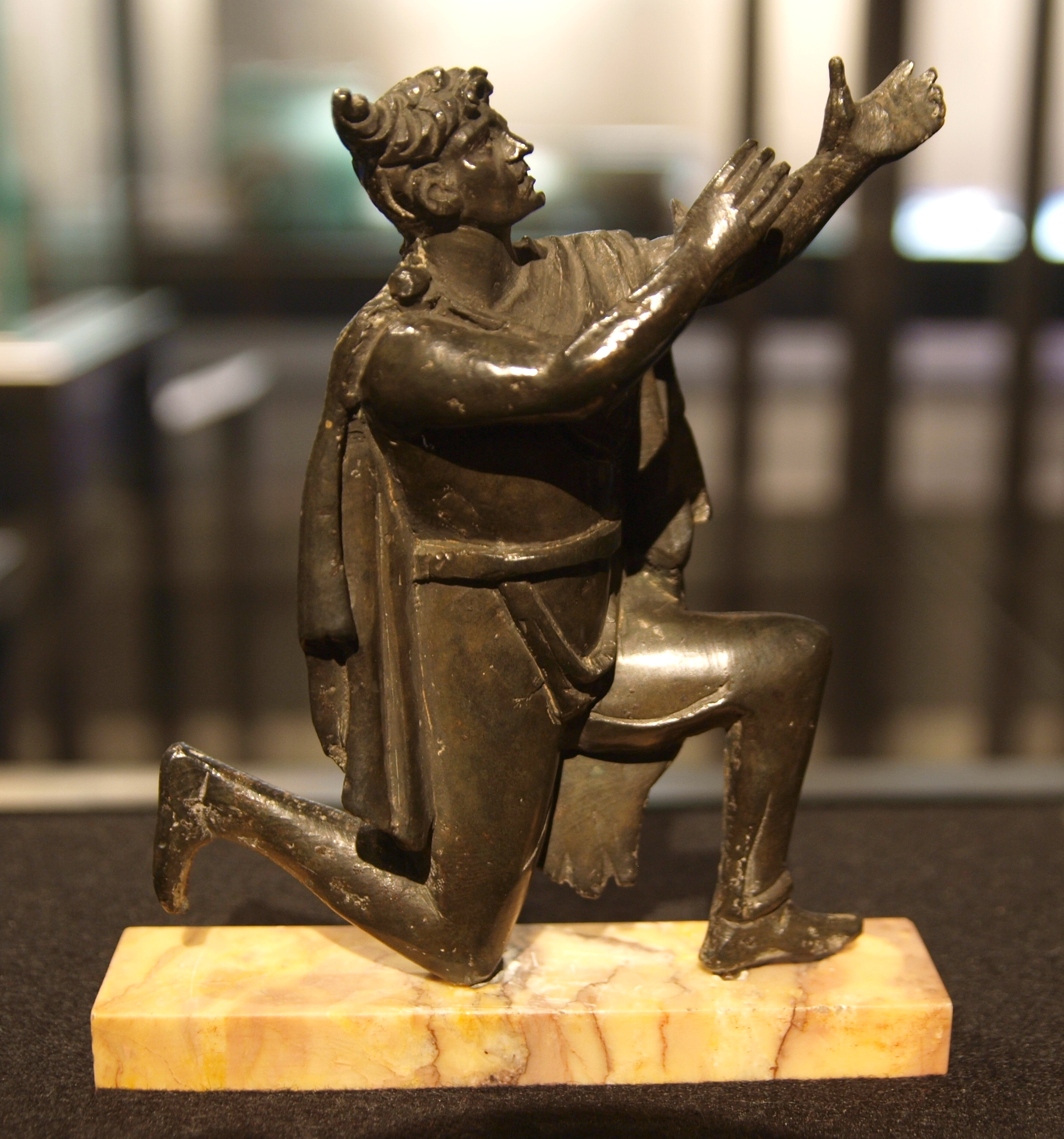
Římská bronzová soška germánského muže s vlasy upravenými ve svébský uzel

Expanze Germánů mezi lety 750 př. n. l. a 100 n. l.
Osídlení před r. 750 př. n. l.
Od roku 750 př. n. l. do 1. století
Do roku 100 n. l.
Po roce 100 n. l.

Germáni (německy Germanen, z latinského Germani) jsou indoevropská etnolingvistická skupina původem ze Severní Evropy, již lze popsat užíváním germánských jazyků, které se rozvětvily ze starogermánštiny v předřímské době železné. Poprvé byli zmíněni řecko-římskými autory. Počínaje Juliem Caesarem (100–44 př. n. l.) umístili někteří římští autoři jejich vlast - Germánii - zhruba mezi dolní Porýní a Vislu, a odlišili je od jiných širších skupin, které byly Římanům lépe známy. Zejména keltských Galů na jihozápad od nich, a „skytských“ Sarmatů od Germánů na jihovýchod. Naproti tomu řečtí autoři germánské národy na východ od Rýna důsledně kategorizovaly jako skupinu Galů.
Jako první se o Germánech coby zvláštní etnické skupině zmínil antický zeměpisec Strabón, který je označil za barbarskou skupinu v severní Evropě, podobnou Keltům, avšak nikoli s nimi shodnou. Pokud je známo, první zmínka o Germánech vůbec pochází od Posidonia z roku 100 př. n. l.; hned druhý byl Julius Caesar ve svém spisu „Zápisky o válce galské“ (Commentarii de bello Gallico). Původ názvu Germánů je pravděpodobně zkomolenina raného germánského slova Gaizamannoz (muži s oštěpy).
S možnou výjimkou některých kmenů, které žily poblíž Rýna, není žádná známka, že by germánské národy samy sebe nebo svoje území nazývaly jako „Germány“ či “germánské”. Latinští a řečtí autoři hovoří o staletích historických interakcí s germánskými národy na Rýnu a Dunaji. Ovšem kolem roku 400 na středním toku Dunaje, zhruba v oblasti Panonie, bylo několik dlouho známých, usazených germánských kmenů vystřídáno nově příchozími ze severu a východu. Popis národů jako “germánských” byl v pozdním starověku omezený hlavně na oblast Rýna, a tak odkazoval zvláště na Franky a také Alamany.
Staří Římané označovali za Germány (latinsky Germani) v širším smyslu řadu kmenů. Za hranicemi Římské říše chyběla taková politická jednota, jakou Římané vnutili národům Itálie, jednotlivé kmeny zůstávaly svobodné, vedené svými vlastními dědičnými nebo volenými vůdci.
Širší moderní definice germánských národů zahrnuje národy, které ve své době nebyly známé jako germánské, ale s nimiž se nakládalo jako s jednou skupinou kultur, většinou díky jejich používání germánských jazyků. Tím pádem v moderních textech termín “germánské kmeny” běžně zahrnuje národy, které současníky nebyly označovány za germánské a mluvily odlišnými jazyky. Mezi příklady patří římští Gótové a dále Vikingové, hovořící starou severštinou.
Jazyky prvních známých germánských národů z doby klasického starověku zanechaly jen částečné stopy. První delší texty, které přežily, byly napsány mimo Germánii ve staré angličtině z Britských ostrovů a v gótštině v oblasti dnešní Ukrajiny. Germánské jazyky jsou dnes v Evropě rozšířeny a dostaly se do celého celého světa. Vyvinuly ve významné moderním jazyky jako angličtina, němčina, nizozemština a severogermánské jazyky. Východní germánská větev, kdysi nalezená v dnešním Polsku a na Ukrajině, zanikla.
Germánské kmeny hovořily vzájemně srozumitelnými dialekty a sdílely stejnou mytologii (viz germánská mytologie). Z ní vycházejí i starobylé germánské literární památky, jako např. Beowulf, Píseň o Nibelunzích či Sága o Vølsunzích. O tom, že si Germáni uvědomovali společnou identitu, svědčí fakt, že měli pojmenování pro negermánské národy – Walha. Z něj byly odvozeny pozdější zeměpisné názvy Wales (keltské území v Británii), Wallis (kanton ve Švýcarsku), Valonsko (část dnešní Belgie) a Valašsko (část dnešního Rumunska, v češtině později přeneseně i další území).
Termín byl používán k odkazu na etnické skupiny, které mluví germánským jazykem a mají rodový původ a kulturní spojení se skupinami ze starověku. Mezi moderní germánské národy patří Norové, Švédové, Dánové, Islanďané, Němci, Rakušané, Angličané, Nizozemci, Afrikánci, Vlámové, Frísové a další (včetně diaspor jako je například většina evropských Američanů).

## Původ

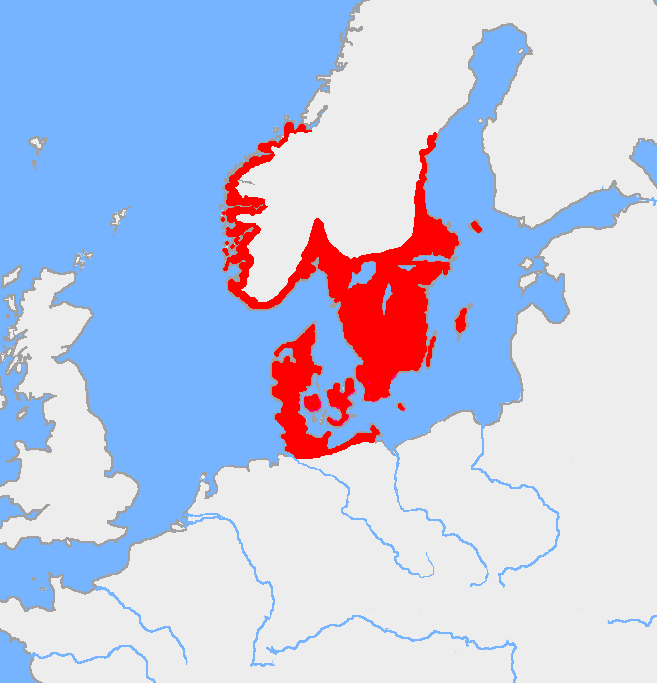
Teritorium severské mladší doby bronzové kolem r. 1200 př. n. l.

Jazykovědné i archeologické výzkumy napovídají, že lid sdílející podobnou kulturu obýval severozápadní Německo a jižní Skandinávii v pozdní době bronzové (1000 až 500 př. n. l.) a je možné, že protoindoevropský jazyk sem dorazil již kolem roku 2000 př. n. l. Dlouhou přítomnost germánských kmenů v jižní Skandinávii mimo jiné potvrzuje neexistence předgermánských místních jmen. Tato rychle se šířící kultura se lišila od kultury Keltů obývajících v té době jižnější území podél Dunaje a pod Alpami. Germáni žili v malých nezávislých osadách a živili se zejména chovem dobytka.
Jazykovědci předpokládají, že tato skupina hovořila pragermánštinou, samostatnou větví indoevropské jazykové rodiny. Tento jazyk se jim podařilo částečně rekonstruovat srovnáváním historicky známých germánských jazyků.
Počátky vývoje a stěhování Germánů zůstávají zahaleny tajemstvím, ale koncem 2. století př. n. l. lze vyčíst u římských autorů, že migrující germánské kmeny napadly Galii, Itálii a Španělsko, což nakonec vedlo k vojenskému střetu s armádou Římské republiky. O šedesát let později bylo germánské nebezpečí pro Julia Caesara jednou ze záminek pro připojení Galie k Římu. Zprávy Caesara, Tacita a Plinia, kteří zaznamenali germánské pověsti, ukazují, na jaké skupiny se dělili Západní Germáni:
- Ingveoni (Ingvaeones) – při pobřeží Severního moře
- Istveoni (Istvaeones) – na dolním Rýnu a okolo Vezery
- Hermi(n)oni (Irminones) – u Labe a v jižním Jutsku

Kromě toho existovali ještě:
- Severní Germáni – ve Skandinávii
- Východní Germáni – na východ od Odry a horního Labe

Všechny tyto skupiny si vytvořily vlastní dialekty, z nichž se vyvinuly dnešní germánské jazyky.
Jak Římská říše posouvala své hranice k Rýnu a Dunaji a připojovala mnohá keltská společenství k impériu, kmenová území na sever a na východ se objevovala v záznamech pod společným názvem Germania. Její obyvatelé byli občas ve válce s impériem, ale také provozovali se svým jižním sousedem čilý vzájemný obchod, docházelo ke kulturní výměně a někdy i k vojenským spojenectvím.

## Doba stěhování národů

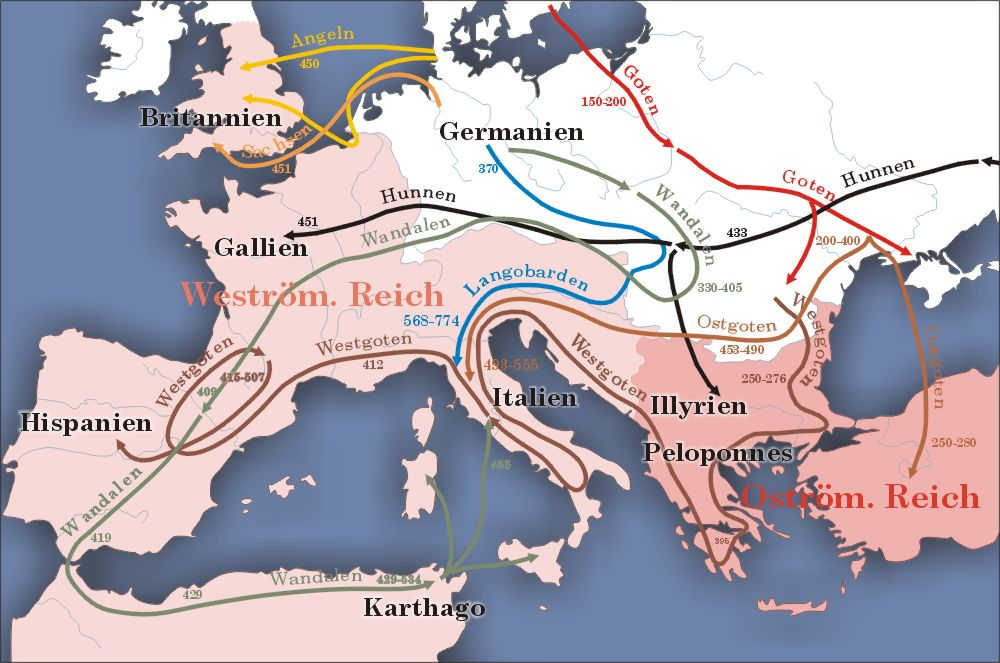
Migrace od 2. do 5. století

Během 5. století, když už se blížil konec Římské říše, začaly se četné germánské kmeny hromadně stěhovat různými směry a na velké vzdálenosti. Takzvané stěhování národů je přivedlo až do Anglie, na jihu do Středomoří a dokonce až do severní Afriky. Místy pochopitelně narážely na jiné kmeny, docházelo k válkám a poražené kmeny časem splynuly s vítězi. V Dánsku se Jutové sloučili s Dány, ve Švédsku se Géaté (neplést s Góty!) spojili se Švédy. V Anglii se pomíchali Keltové s tou částí Sasů a Anglů , která se sem přeplavila, a dodnes se někdy o části světa hovořící anglicky mluví jako o anglosaské.

### Germánské kmeny

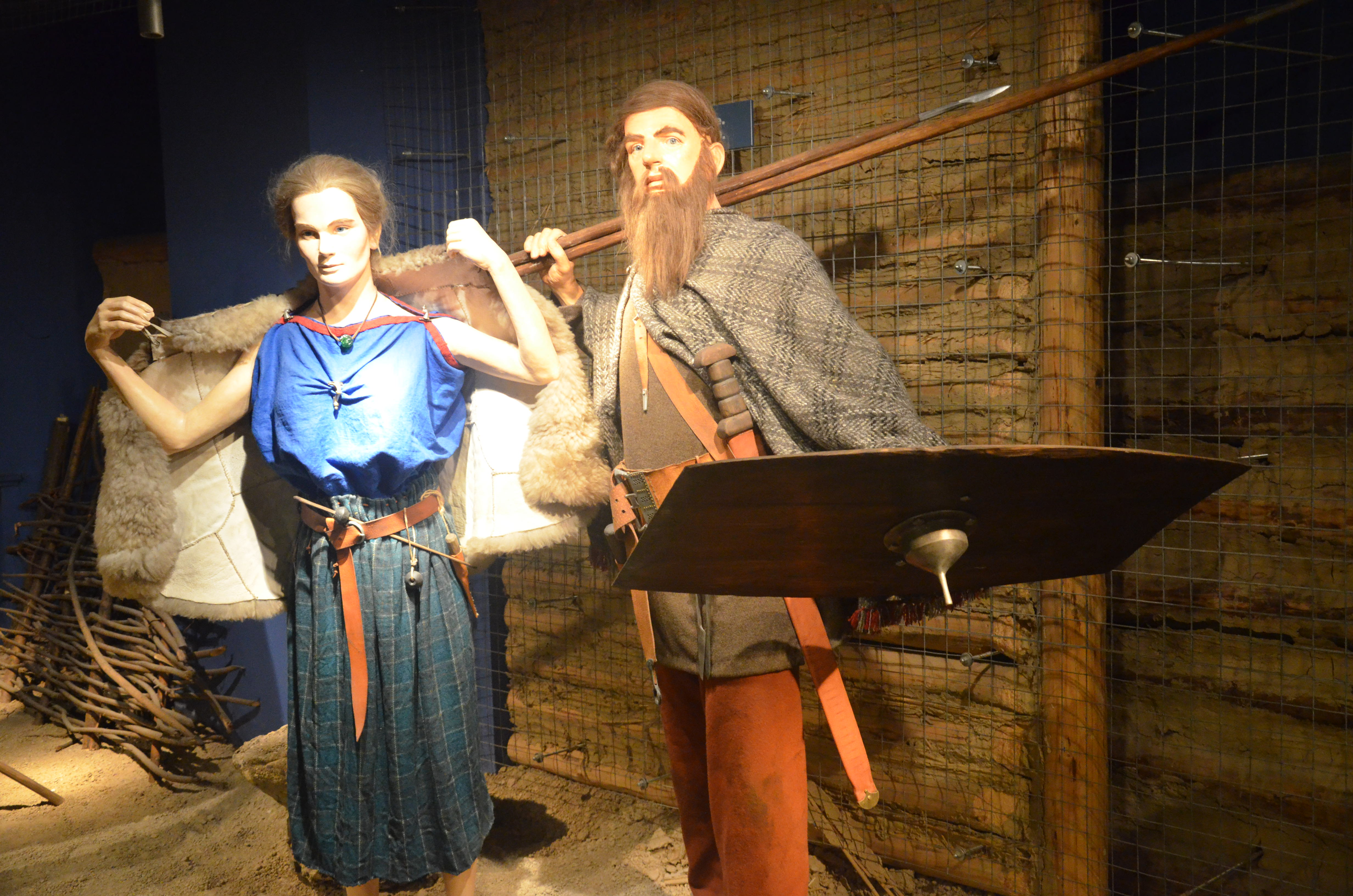
Muž a žena z kmene Vandalů z 2. století n. l.

- Alamani, Ambronové, Ampsivarové, Anglové, Angrivarové
- Batavové, Bavoři, Brukterové, Burgundi
- Canninefatové, Chamavové, Chasuarové, Chaukové, Cheruskové, Chattové
- Dánové, Dulgubnové, Durynkové
- Fennové, Fosové, Frankové, Frísové
- Géaté, Gepidové, Gótové (Ostrogóti, Vizigóti)
- Hárové, Helisové, Hermunduři, Herulové
- Ingvaeoni (Severomořští Germáni), Herminoni (Polabští Germáni), Istaveoni (Rýnsko-veserští Germáni)
- Juthungové, Jutové
- Kvádové, Kimbrové
- Langobardi, Lemovii, Lugiové
- Manimové, Markomani, Mattiacové, Marsové
- Naharvalové, Naristové, Nemetové, Nervové, Njarové
- Rugiové
- Sasové, Skirové, Semnoni, Sitoni, Suioni, Sugambrové, Svébové (Svévové)
- Tencterové, Teutoni, Trevové, Triboci, Tudrové
- Ubiové, Usipetové
- Vikingové, Vandalové, Vangioni

## Germáni a pád Říma

Osídlení Germánů okolo roku 100 n. l. (bez Skandinávie)

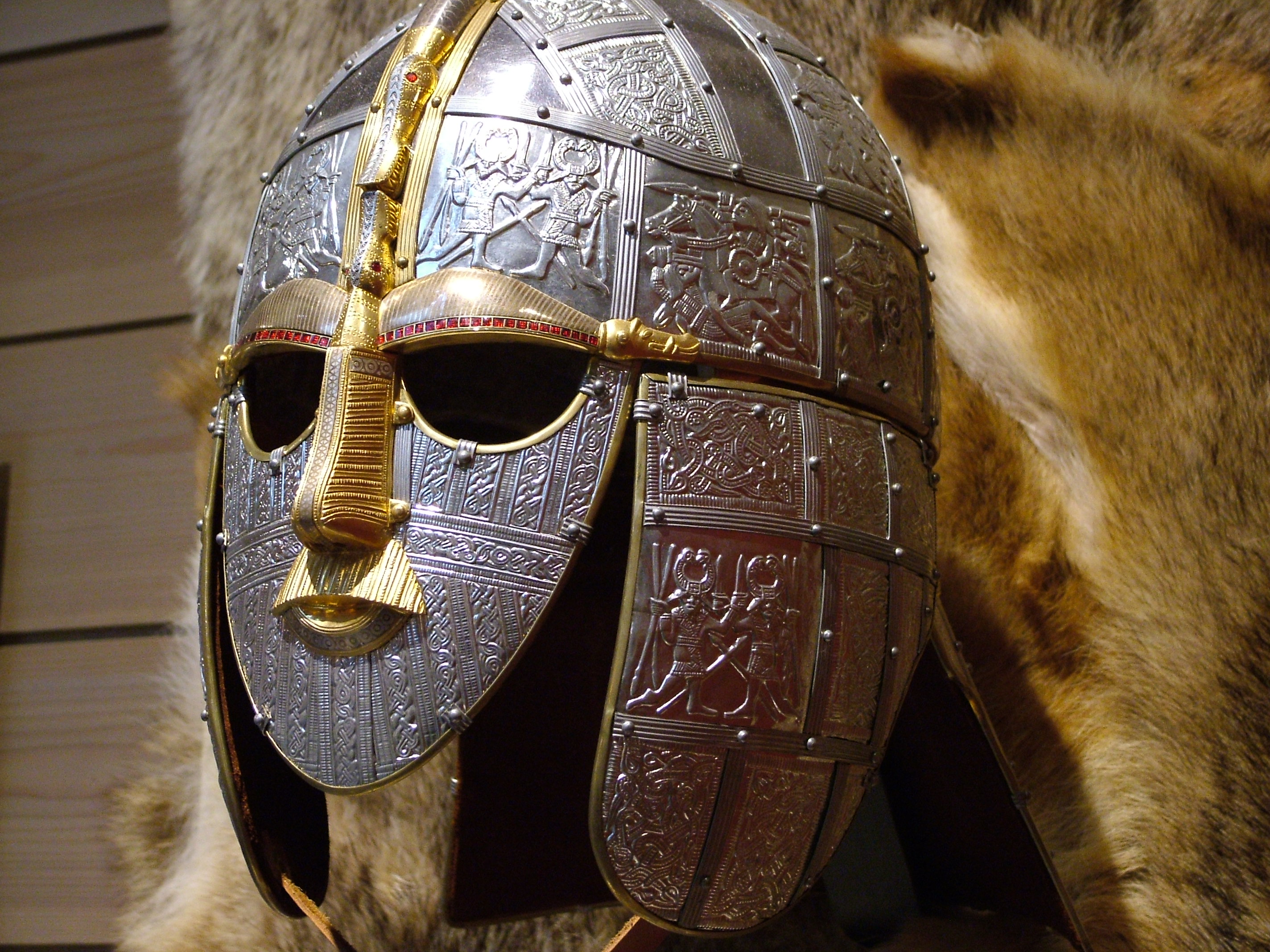
Helma saského bojovníka ze Sutton Hoo ve východní Anglii z 6. století n. l.

Některým germánským kmenům je často dáván za vinu „pád“ Římského impéria koncem 5. století. Historikové a archeologové od 50. let 20. století posouvají své výklady k názoru, že Germáni nebyli jen útočníky na upadající říši, ale spíše se zapojili do obrany území, které už centrální vláda nebyla schopna spravovat[zdroj?]. Jednotlivci i malé skupiny Germánů se už dříve rekrutovaly z tzv. limes (pohraničních oblastí) římského světa a někteří vystoupali vysoko v armádní hierarchii. Příkladem je Odoaker, jenž sesadil Romula Augusta. Římští císařové časem najímali celé kmenové skupiny pod vedením jejich vlastních vůdců jako římských důstojníků. Pomoc s obranou se postupně změnila ve správu a nakonec vládu, která sice fungovala podle římských tradic, ale dostala se do rukou germánských kmenových vůdců.
Existence nástupnických států kontrolovaných šlechtou některého germánského kmene je doložena v 6. století - dokonce i v Itálii, někdejšímu srdci impéria, kde po Odoakerovi nastoupil Theodorich Veliký, vůdce Ostrogótů, kterého římští občané i gótští osadníci považovali za legitimního dědice vlády nad Římem i Itálií.

## Přijetí křesťanství
Ostrogóti, Vizigóti a Vandalové byli christianizováni ještě, když žili za hranicemi impéria; přijali arianismus, nikoli katolické náboženství a římsko-byzantskými křesťany byli brzy považováni za kacíře. Gótský překlad Bible, tzv. Codex Argenteus,  pořízený Ulfilem, jenž obrátil Góty na křesťanství, je velmi cenným pozůstatkem tohoto vymřelého jazyka. Langobardi byli obráceni po svém vstupu do impéria, kdy přejali víru ariánských germánských skupin.
Frankové byli obráceni přímo z paganismu (pohanství) na katolicismus bez ariánského mezidobí. O několik staletí později zajistili franští misionáři a bojovníci silou pokřtění svých severních saských sousedů v sérii nájezdů, při nichž současně připojovali saská území k Francké říši.